# 塘下方大宗祠
塘下方大宗祠是浙江省义乌市一座祠堂建筑，位于义乌市后宅街道塘下村。塘下方大宗祠始建于明嘉靖年间，复建于光绪二十四年（1898年），坐北朝南，分三进两廊，占地面积约2000平方米。2011年，塘下方大宗祠成为浙江省文物保护单位，2019年成为第七批全国重点文物保护单位。